# IPhone XS
iPhone XS与iPhone XS Max（羅馬字母中的X，英語发音為「ten」/ˈtɛn/，S為小型大寫字母）是苹果公司设计、开发与销售的两款智慧手机，作为iPhone X的续作，发布会上连同iPhone XR一起于2018年9月12日在苹果园区史蒂夫·乔布斯剧院（英語：Steve Jobs Theater）由蒂姆·库克发布。與iPhone XS相比，iPhone XS Max除了擁有較大的螢幕、更長電池使用時間單卡外，一切規格皆相同。

## 特色

### 设计
iPhone XS与XS Max沿用了上代iPhone X的异型全面屏设计，圆角屏幕延伸到机身边缘。为了容纳面容的ID所需的原深感摄像头模组，屏幕上方有“瀏海”设计。XS、XS Max使用不锈钢边框，玻璃背板，拥有银色、深空灰色和金色三种颜色。手机不锈钢边框採用物理气相沉积着色工艺染色，使得边框与背板颜色协调统一。该机的金色配色与iPhone 8 系列相比更深更浓，更具金属质感。XS高143.6毫米，宽70.9毫米，厚7.7毫米，重177克；XS Max则高157.5毫米，宽77.4毫米，厚7.7毫米，重208克。iPhone XS Max是截至2019年8月有史以来最重的一款iPhone。

### 螢幕
iPhone XS搭载5.8英寸超视网膜(2436 x 1125P)显示屏，iPhone XS Max则搭载6.5英寸超视网膜(2688 x 1242P)显示屏。两款手机的屏幕均为OLED材质，像素密度458ppi，对比度1000000:1，最大亮度625cd/m2，支持HDR显示、原彩显示、P3广色域显示。

### 性能
两款手机均搭载A12 仿生芯片，拥有六个中央处理核心、四个图形处理核心，比上一代A11 仿生芯片能耗更低、性能提升15%。此外，A12 仿生芯片还搭载有神经网络引擎，为机器学习、增强现实、智能HDR和景深控制等功能提供支持。两款手机还搭载有4GB内存与64/256/512GB的可选容量。XS电池容量2658mAh，XS Max电池容量3174mAh，两款机型均支持无线充电和快速充电。

### 摄像头

#### 后置相機
iPhone XS与XS Max均配备了双1200万廣角與長焦鏡頭相機系统。其一个摄像头为ƒ/1.8的广角镜头，另一个摄像头为ƒ/2.4的长焦镜头。两个摄像头均支持OIS光学防抖。借助更大的像素面积和A12 仿生 处理器的性能，XS/XS Max能够实现更丰富的暗光图片细节、更加精细的焦外成像效果、“先拍照，后对焦”的景深控制功能以及智能HDR。XS/XS Max的前后置镜头均支持五种人像光效，最高可拍摄4K 60fps视频。

#### 前置相機與Face ID
iPhone XS和XS Max前置700萬畫素的原深感測相機。該系统包括一顆ƒ/2.2的700萬像素摄像头、点阵投影器、红外摄像机与泛光感应元件。前置鏡頭能够支持五种模式的人像光效，并支持Face ID。在识别用户面部时，点阵投影器向用户面部投射超过三万个肉眼不可见光点来绘制用户面部三维模型，再由红外摄像机读取图案，并发送数据到处理器安全隔区进行识别。在A12 仿生处理器机器学习能力的支持下，XS与XS Max的Face ID可实现自适应识别。Face ID可用于解锁手机、登录账号与Apple Pay支付。

### 其他特点
- iPhone XS与XS Max为首批支持双卡功能的iPhone系列之一。其中，中国大陆、香港和澳门发售的iPhone XS Max可通过两张nano-SIM卡实现双卡功能；而在其他地区发售的XS Max以及中国大陆以外地区发售的XS，可通过一张nano-SIM卡和一张eSIM实现双SIM卡功能。中国大陆发售的XS不支持双卡功能。
- iPhone XS与XS Max因低电量关机后5小时内，仍然可使用備用電量來Apple Pay公交卡乘坐公共交通。
- iPhone XS与XS Max在屏幕上有溅水的情况下仍能够正常触控。
- 两款机型支持Qi 无线充电与快速充电。

### 顏色
| 顏色 | 名稱   | 英語       | 備註       |
| ---- | ------ | ---------- | ---------- |
|      | 太空灰 | Space Gray | 正面為黑色 |
|      | 銀色   | Silver     | 正面為黑色 |
|      | 金色   | Gold       | 正面為黑色 |

## 技術規格
| 機型       | iPhone XS                                                                              | iPhone XS Max                                                                                     |
| ---------- | -------------------------------------------------------------------------------------- | ------------------------------------------------------------------------------------------------- |
| 型号       | A1920（北美、香港、澳门） A2097（全球多数地方） A2098（日本） A2099、A2100（中国大陆） | A1921（北美） A2101（全球多数地方） A2102（日本） A2103（中国大陆） A2104（中国大陆、香港、澳门） |
| 高度       | 143.6（5.65英寸）                                                                      | 157.5（6.20英寸）                                                                                 |
| 寬度       | 70.9（2.79英寸）                                                                       | 77.4（3.05英寸）                                                                                  |
| 厚度       | 7.7（0.30英寸）                                                                        | 7.7（0.30英寸）                                                                                   |
| 重量       | 177克（6.2盎司）                                                                       | 208克（7.3盎司）                                                                                  |
| 容量（GB） | 64、256、512                                                                           | 64、256、512                                                                                      |
| 晶片       | A12仿生晶片配備新一代神經網路引擎                                                      | A12仿生晶片配備新一代神經網路引擎                                                                 |
| 螢幕尺寸   | 5.8吋 OLED                                                                             | 6.5吋 OLED                                                                                        |
| SIM卡      | nano-SIM（A2100） nano-SIM 與 eSIM（其余版本）                                         | 双 nano-SIM（A2104） nano-SIM 與 eSIM（其余版本）                                                 |
| 顏色       | 銀色、太空灰、金色                                                                     | 銀色、太空灰、金色                                                                                |
| 系統       | iOS 12                                                                                 | iOS 12                                                                                            |
| 后置相机   | 1200万像素广角及长焦镜头摄像头                                                         | 1200万像素广角及长焦镜头摄像头                                                                    |
| 前置相机   | 700万像素原深感相機                                                                    | 700万像素原深感相機                                                                               |
| 抗水特性   | 在2米深的水下停留时间最长可达 30 分钟                                                  | 在2米深的水下停留时间最长可达 30 分钟                                                             |
| 无线充电   | Qi 无线充电                                                                            | Qi 无线充电                                                                                       |

## 问题与争议

### 售价过高
iPhone XS的起售价为999美元（64GB），最高达到1349美元（512GB）；而iPhone XS Max的价格则最低为1099美元（64GB），最高更是达到1449美元（512GB）。XS/XS Max的最低价格已超过除iPhone X外其他iPhone系列的最高价格。苹果CEO蒂姆·库克称，“要满足大部分人对于一台创新性的手机的需求，可不是一件便宜的事。”他亦称这个价格“平摊到每天只有1美元”。苹果前CEO约翰·斯卡利称：“我不会说库克把技术创新放在首位，他成功地将苹果塑造成奢侈品品牌。”

### 信号问题
苹果与高通因专利问题发生纠纷后，转而使用英特尔研发的基带芯片搭载于新一代iPhone上。由于英特尔基带的性能不佳，iPhone XS/XS Max出現信号问题。XS/XS Max被指4G信号与Wi-Fi信号接收性能皆不尽人意。苹果也推送了iOS 12.1从软件层面改善XS/XS Max的信号问题。

### 充电问题
有用户反应在使用Lightning充电器给iPhone XS/XS Max充电时会出现问题。设备可能会在闲置一段时间后或者屏幕熄灭的时候停止充电。这个问题被称作 "充电门"。这个问题已经在2018年10月8日推出的iOS 12.0.1中得到解决。

### 自拍过度美化问题
iPhone XS/XS Max 改进了自拍算法，会将用户自拍照片中的毛孔、细纹等面部瑕疵淡化，这个功能在亞洲，尤其是东亚地区很常見，而卻招致众多欧美用户的批评。但苹果對外声称这是一个“bug”，并在 iOS 12.1 中“修复”這個问题。不过，有数码爱好者指出，这一现象在IOS16仍然存在。

## 时间轴
| iPhone型號年表 |
| -------------- |
|                |